# Gabriela Pérez del Solar
Gabriela Lourdes Pérez del Solar Cuculiza  (Lima, 10 de julho de 1968)  é ex-voleibolista peruana que desempenhou a função  de Central  em clubes nacionais e internacionais, além de  integrar a lendária geração da Seleção Peruana que por muitos anos estabeleceu a hegemonia no continente.

## Carreira
Iniciou a praticar voleibol  com apenas  14 anos de idade e com sua envergadura de 1,94 m impos respeito  figurou entre as melhores bloqueadoras do cenário  internacional. Com apenas 17 anos, Gaby começou  a mostrar suas grandes habilidades na  modalidade, principalmente quando disputou a  Copa do Mundo de  1985, sendo eleita a Melhor Bloqueadora da competição.
Por muito pouco  Gaby e suas companheiras de seleção:  Rosa García, Cecilia Tait, Cenaida Uribe, Sonia Ayucan, Natalia Málaga  e  outras , não desbancaram o fortíssimo selecionado da  ex-URSS , ocasião que chegaram a inédita final dos Jogos Olímpicos de Verão de 1988  em Seul,  bravamente lutaram pelo ouro olímpico, mas amargaram a medalha de prata.
Em 1993 Gaby disputou seu último campeonato Sul-Americano, realizado em Cuzco-Peru, após conquistar o ouro decide apenas jogar pelos clubes, então se transferiu para jogar na Itália e após obter  a cidadania italiana, foi convidada a integrar a seleção italiana de voleibol,  convite  que Gaby. Durante o jogo do All-Stars 2000 foi selecionada  junto com as melhores voleibolistas do mundo  e encerrou sua carreira no voleibol  em 2004.
Em 2005 aceita o convite de Lourdes Flores, candidata a Presidência do Peru, para integrar sua lista parlamentaria  na gestão de 2006-2011. Formou-se em Publicidade, mas enveredou  na Política Peruana  filiando-se ao  Partido Popular Cristão  em 26 de abril de 2006, cuja cerimônia foi organizada e preparada por Xavier Barrón e  Lourdes Flores.Gaby  conseguiu ser eleita   para o Congresso da República do Peru  com mandato de 2006-2011 pela  Aliança Eleitoral Unidade Nacional, sendo a mais votada  da coligação e ocupando o quinto lugar no pleito geral.
Em 2010 é a segunda peruana a ingressar no Hall da Fama do Voleibol. Nas eleições de 2011, já no final de seu mandato conseguiu se reeleger  e seu novo mandato encerrar-se-á em 2016. Gaby é casada com Johnny com o qual tem duas filhas:  Aylani e Sabrina.

## Clubes
| Clube                           | País   | De   | Até  |
| Regatas Lima                    | Peru   | 1986 | 1988 |
| Lagostina Reggio Calabria       | Itália | 1988 | 1989 |
| Olímpia Teodora Ravenna         | Itália | 1989 | 1991 |
| Teodora Ravenna                 | Itália | 1991 | 1992 |
| Alianza Lima                    | Peru   | 1992 | 1992 |
| Latte Rugiada Matera            | Itália | 1992 | 1993 |
| Isola Verde Modena              | Itália | 1993 | 1994 |
| Anthesis Volley Modena          | Itália | 1994 | 1997 |
| Ito Yokado                      | Japão  | 1997 | 1999 |
| Foppapedretti Bergamo           | Itália | 1999 | 2000 |
| Radio 105 Foppapedretti Bergamo | Itália | 2000 | 2001 |
| Starfin Ravenna                 | Itália | 2001 | 2002 |
| Pinetamasciaguru Ravenna        | Itália | 2002 | 2003 |
| Minetti Infoplus Vicenza        | Itália | 2003 | 2004 |

## Títulos e resultados
- 1984- 4º Lugar dos Jogos Olímpicos de Verão (Los Angeles,  Estados Unidos
- 1985-5º Lugar da Copa do Mundo ( Japão)
- 1985-8º Lugar do Campeonato Mundial Juvenil (Milão,  Itália)
- 1987-6º Lugar  do Campeonato Mundial Juvenil (Seul,   Coreia do Sul)
- 1989-5º Lugar da Copa do Mundo ( Japão)
- 1990-6º Lugar do Campeonato Mundial de Voleibol Feminino (Pequim,  China)
- 1991-5º Lugar da Copa do Mundo ( Japão)
- 1990-Campeã da Liga A1 Italiana
- 1991-Campeã da Liga A1 Italiana
- 1991-Campeã da Copa A1 da Itália
- 1993-Campeã da Liga A1 Italiana
- 1993-Campeã da Recopa Europeia
- 1993-Campeã da Copa A1 da Itália
- 1995-Campeã da Recopa Europeia
- 1996-Campeã da Recopa Europeia
- 1997-Campeã da Recopa Europeia
- 1999-Campeã da Supercopa da Itália

## Premiações individuais
- Melhor Bloqueio da Copa do Mundo de Voleibol Feminino de 1985
- Melhor Recepção dos Jogos Olímpicos de Verão de 1988
- Melhor Atacante da Copa do Japão de 1987